# موريسيو فونيس
كارلوس موريسيو فونيس كارتاخينا (بالإسبانية: Carlos Mauricio Funes Cartagena)‏ (18 أكتوبر 1959 - 21 يناير 2025)، هو سياسي سلفادوري، وقد كان رئيساً للسلفادور من سنة 2009 إلى سنة 2014. فاز في الانتخابات الرئاسية المقامة سنة 2009 كمرشح يمثل الحزب السياسي اليساري جبهة فارابوندو مارتي للتحرير الوطني، وقد تولى منصبه في 1 يونيو 2009.

## روابط خارجية
- موريسيو فونيس على موقع الموسوعة البريطانية (الإنجليزية)
- موريسيو فونيس على موقع مونزينجر (الألمانية)

| سبقه أنطونيو سقا | رئيس جمهورية السلفادور 1 يونيو 2009 - 1 يونيو 2014 | تبعه سلفادور سانشيز سيرين |